# Résurrection du fils de Théophile et saint Pierre en chaire
La Résurrection du fils de Théophile et saint Pierre en chaire (en italien, Resurrezione del figlio di Teofilo e San Pietro in cattedra) est une fresque de Masaccio et Filippino Lippi située dans la chapelle Brancacci de l'église Santa Maria del Carmine à Florence. L'œuvre (230 × 599 cm) peut être datée vers 1427 pour l'intervention de Masaccio et de 1482-1485 pour l'achèvement par Filippino Lippi.

## Histoire

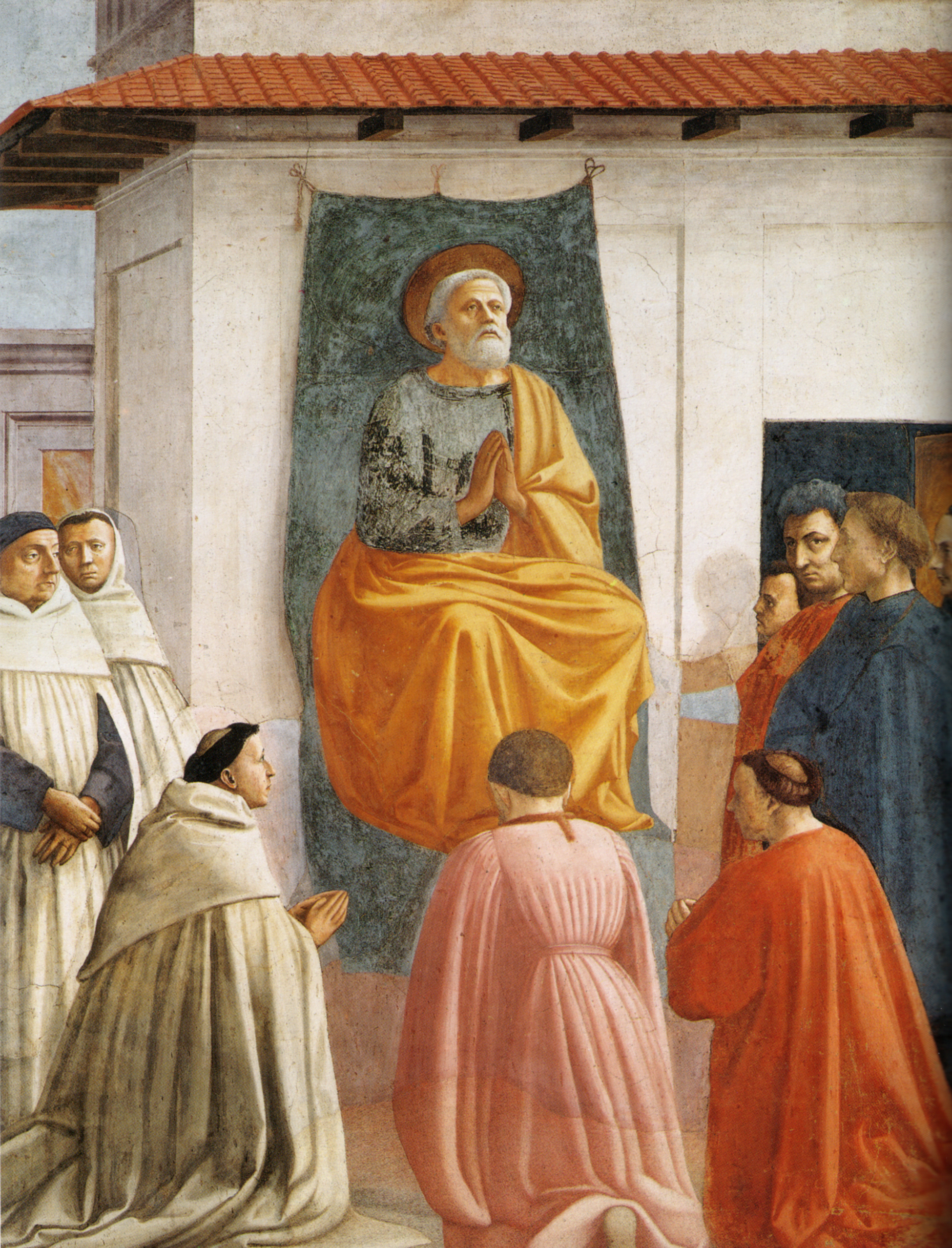
Saint Pierre en chaire.

Les fresques de la chapelle Brancacci sont une énigme pour les historiens du fait de l'absence de documentation authentifiée. Peut-être commandées à Masolino, qui avait le jeune Masaccio comme assistant, des preuves indirectes permettent de savoir qu'elles ont dû être commencées en 1424 et qu'à partir de 1425, elles sont exécutées par Masaccio seul après le départ de Masolino pour la Hongrie. En 1428, Masaccio partit pour Rome où il meurt peu de temps après.
Avec l'expulsion du commanditaire, Felice Brancacci, de la ville en tant qu'opposant aux Médicis (1436), les fresques furent interrompues et les portraits de la famille Brancacci en partie mutilées, dans une sorte de damnatio memoriae. Environ cinquante ans plus tard, à partir de 1480, elles sont achevés par Filippino Lippi, qui a essayé d'adapter son art au style de la première Renaissance. On ne sait pas si Masaccio a laissé le panneau incomplet ou s'il a été mutilé après l'expulsion des Brancacci. Les quelques témoignages qui nous sont parvenus feraient pencher vers la seconde hypothèse, comme cela semblerait aussi être confirmé par la rangée de têtes repeintes par Fillipino au-dessus des robes de la main de Masaccio, où devaient se trouver les portraits de Felice et de sa famille.
Le registre inférieur de la chapelle a été le dernier à être achevé et il présente une rupture due à l'absence de Masolino, à l'évolution du style de Masaccio (qu'il a peint après avoir été à Pise) et, évidemment, du fait de l'intervention de Fillipino.
La scène, sauvée des repeints baroques subis par la voûte, a été noircie par l'incendie de 1771 qui a détruit une grande partie de la basilique. Ce n'est qu'avec la restauration de 1983-1990 qu'il a été possible de retrouver la couleur brillante d'origine et que les repeints ont été éliminées.

## Description et style

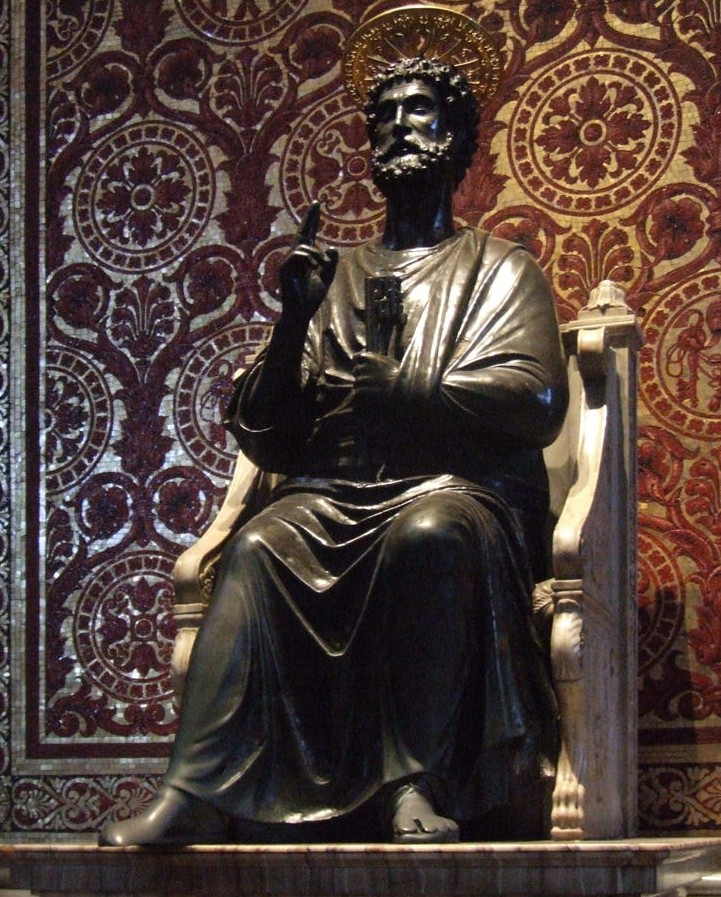
Arnolfo di Cambio, Saint Pierre en chaire, Basilique Saint-Pierre

La grande scène, sur le mur de gauche, représente deux événements de la vie de saint Pierre qui ont eu lieu à Antioche, racontés non pas par les évangiles, mais dans La Légende dorée de Jacques de Voragine. La légende raconte que lorsque Pierre était dans la ville en train de prêcher, il a été arrêté et mis au pain et à l'eau par le gouverneur Théophile. À cette occasion saint Paul est allé le voir en prison (scène dans la fresque de Filippino Lippi située à gauche de celle-ci) et alla alors plaider auprès du gouverneur sa libération. Mais Théophile le défia, promettant de le libérer uniquement à la condition que l'apôtre incarcéré démontre ses pouvoirs surnaturels en ressuscitant son fils, décédé quatorze ans plus tôt. Pierre a ensuite été emmené au tombeau du garçon, où il l'a miraculeusement ressuscité. À la suite de cet événement, toute la population d'Antioche s'est convertie au christianisme et une magnifique église a été érigée, la première avec un trône sur lequel Pierre (la chaire) pouvait s'asseoir pour être écouté par tous. L'événement est donc une anticipation de sa future accession au trône papal à Rome.
La fresque est à moitié de la main de Masaccio et à moitié de celle de Filippino Lippi. En général, les mains des deux artistes sont bien reconnaissables, notamment dans les portraits, mais il subsiste des zones où les avis des historiens de l'art divergent encore.

### Rôle de Masaccio

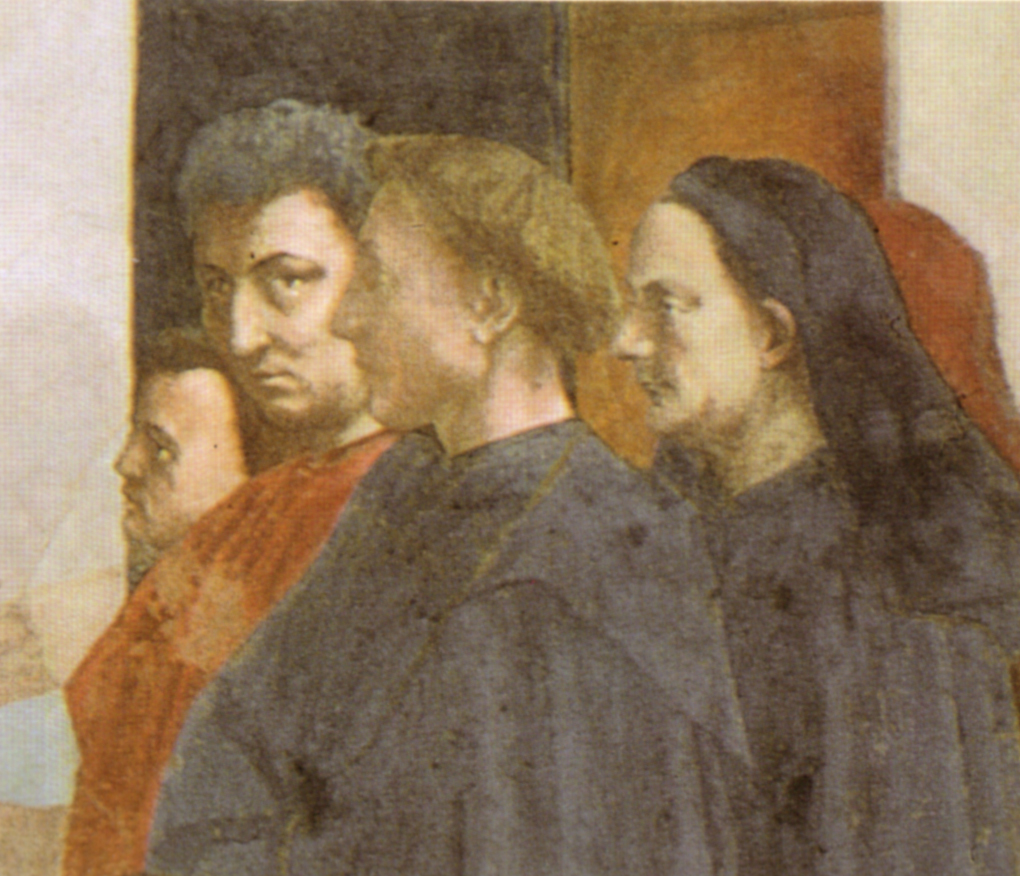
Les portraits de Masaccio, Brunelleschi, Alberti et Masolino.

La scène centrale est de la main de Masaccio, du personnage assis à la cape bleue aux têtes superposées derrière saint Pierre, à l'exclusion de l'homme vêtu de vert, ainsi que le palais en arrière-plan et Pierre, à l'exception des pieds et du bras qui bénit, œuvres de Filippino. Masaccio réalise aussi une grande partie de la scène de droite avec saint Pierre en chaire, des moines carmélites à Pierre, jusqu'à l'extrémité de la scène.
Théophile est sur un trône, dans une niche du mur, entouré de quelques dignitaires, tandis que la scène de la résurrection se déroule devant lui. Le gouverneur, dans lequel certains ont reconnu un portrait du terrible ennemi de Florence Gian Galéas Visconti, est habillé comme un empereur byzantin, avec un sceptre, une sphère et des chaussures rouges. La personne assise de profil à côté de lui, vêtue de bleu, serait le chancelier de la république de Florence de l'époque, Coluccio Salutati.
La présence de personnages s'opposant aux Médicis, ou indésirables pour d'autres raisons, aurait rendu nécessaire de détruire partiellement la scène. Des portraits de membres la famille Brancacci devaient figurer dans le groupe central et dans celui de gauche, qui furent démantelés après l'interdiction définitive de la famille de la ville. Certaines parties du saint Pierre au centre sont particulièrement emblématiques, comme le visage presque en « profil perdu », peut-être à l'origine tourné plus vers l'arrière, avec plus d'espace en profondeur, comme dans le Paiement du tribut. Les personnages auraient pu, à l'origine, être plus clairsemés, et peut-être le sépulcre ouvert figurait-il au centre, raccourci en profondeur, au lieu des os épars peu convaincants dans la scène peinte par Filippino. Le repeint des pieds du saint était peut-être nécessaire pour adapter la rotation artificielle de sa silhouette vers la droite.

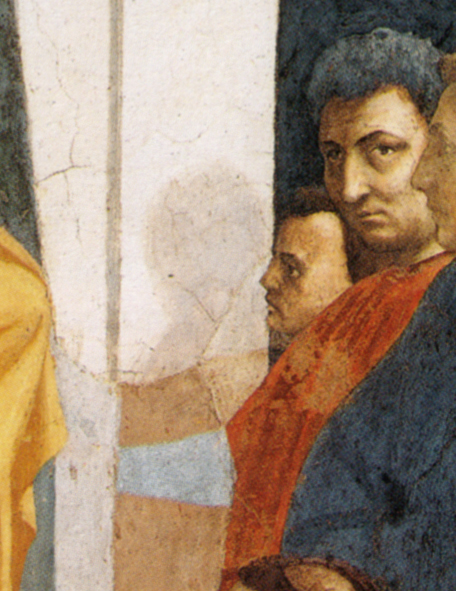
Le bras manquant de Masaccio.

Le saint Pierre dans la chaire montre la grande capacité de Masaccio à modeler les figures en relief grâce à l'utilisation vigoureuse de fonds de couleurs contrastées et de rehauts, qui donnent un relief sans précédent aux peintures. Saint Pierre est représenté sur une chaire, nettement plus haut  que le trône de Théophile, et est concentré dans la prière, imperturbable par rapport aux personnages qui prient autour de lui à genoux. Le groupe à l'extrême droite montrerait l'autoportrait de Masaccio (regardant de côté le spectateur), Leon Battista Alberti (à côté de lui de profil), Filippo Brunelleschi (avec une capuche) et Masolino (à gauche) ; la carmélite corpulente debout, à droite de la vieille femme, pourrait être le portrait du jeune Filippo Lippi, un des premiers élèves de Masaccio et père de Filippino.
Au cours de la restauration, il a été découvert que Filippino avait couvert un bras et une main de la figure supposée être l'autoportrait de Masaccio qui était en train de toucher le saint : le geste, qui devait paraître irrévérencieux, pourrait être un réinterprétation de l'acte de dévotion que les pèlerins accomplissent sur le pied de la statue de bronze de saint Pierre d'Arnolfo di Cambio dans la basilique Saint-Pierre, témoignage figuratif d'un pèlerinage effectué par Masaccio, avec Brunelleschi et les autres artistes autour de lui, à Rome avant l'achèvement de la fresque.
Les architectures latérales sont attribuées  avec certitude à Masaccio qui a résolu le problème séculaire du rapport de taille entre les bâtiments et les figures au premier plan : il a mis en avant ces structures afin de rendre les dimensions, au moins des rez-de-chaussée, suffisamment grandes et cohérentes avec la taille des personnages.

### Rôle de Filippino Lippi
La plupart des historiens s'accordent à attribuer à  Filippino le repeint de certaines parties de la fresque qui, dans une sorte de damnatio memoriae, avaient été détruites après l'exil de Felice Brancacci et de sa famille (en 1436, et qui devint définitif à partir de 1458). S'il semble peu probable que Masaccio ait laissé une scène aussi importante incomplète et sans certains détails fondamentaux tels que l'enfant ressuscité, le repeint de certaines parties (une tête ici, un bras là, un portrait laissé sans corps) des personnages par Filippino serait encore plus inexplicable.

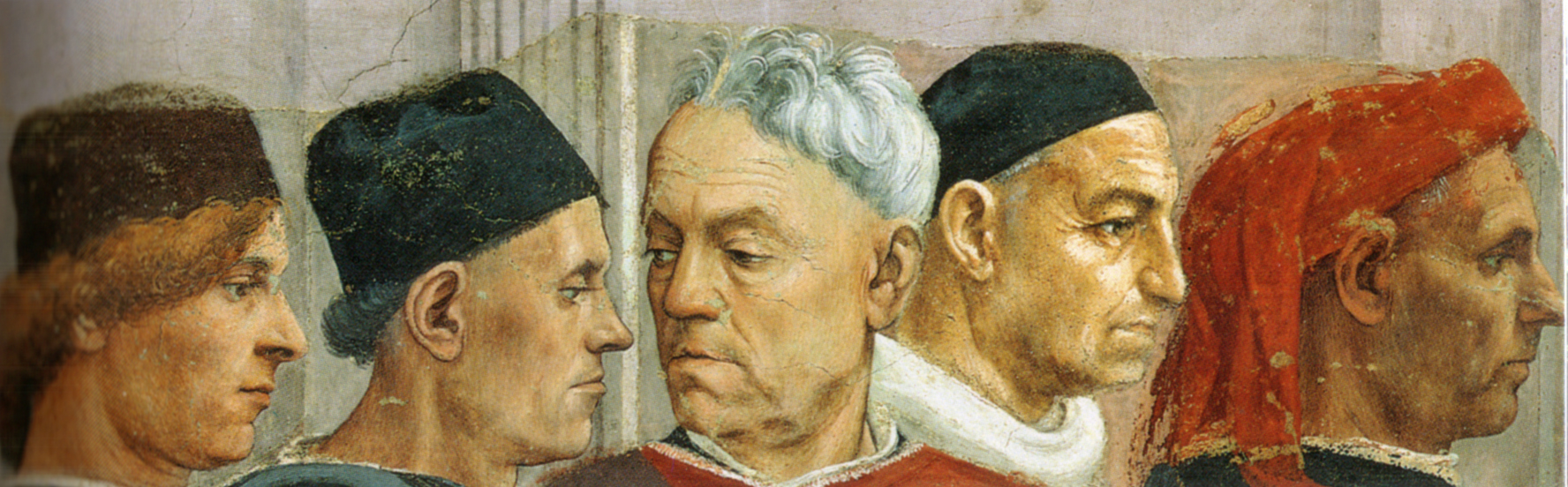
Visages de Filippino et Masaccio.

Les cinq Florentins sur la gauche appartiennent à Filippino, bien que la quatrième tête en partant de la gauche soit attribuée à Masaccio, peut-être un portrait du cardinal Branda Castiglioni, à qui Filippino a complètement oublié de peindre les pieds. Le groupe central, de saint Paul agenouillé à l'homme debout de profil avec le bonnet bleu, comprenant l'enfant ressuscité, l'enfant et les autres personnages, lui sont aussi attribués. Il est également intervenu sur le visage de Théophile et sur ceux des personnages devant lui. Filippino aurait pu replacer la figure de l'enfant vers l'avant et encombrer l'espace avec des personnages debout, non prévus par Masaccio.
L'enfant ressuscité est indiqué par Vasari comme un portrait du futur peintre de quinze ans Francesco Granacci, ce qui permettrait, en calculant son âge, de dater l'intervention de Filippino vers 1485.
Dans le groupe central et dans celui de gauche, Filippino a peint les portraits des membres des grandes familles de l'Oltrarno à l'époque de Laurent le Magnifique : les Soderini, les Pulci, les Guicciardini, les del Pugliese, ainsi que ceux d'autres notables du cercle des Médicis.
On ne sait pas à quel point Lippi a réinventé les scènes : dans certains cas, il semble essayer de garder autant de « morceaux » de Masaccio que possible, comme la tête isolée à gauche. Le point de fuite de la scène (la tête de l'homme avec l'enfant) ne conduit à aucun personnage principal, contrairement à ce que Masaccio a fait dans le Tribut.

### Parties incertaines
L'architecture est généralement attribuée à Masaccio, du moins en ce qui concerne les bâtiments latéraux, tandis que l'autographie du mur avec des panneaux de marbre polis au-dessus duquel des arbres et des vases sont visibles, est plus incertaine. S'il est peint par Masaccio, comme semble le confirmer le diagramme des « jours » de la fresque, ce serait le premier exemple d'une manière de fermer les décors qui a été reprise quelques décennies plus tard par Fra Angelico, Domenico Veneziano, Andrea del Castagno, Alesso Baldovinetti et leurs disciples respectifs.
Mais le style de cette fresque est différent de ce que l'on connaît des œuvres de Masaccio, avec la décoration sans fonction particulière de vases et d'arbres, très éloignée de l'image attribuée dans les études critiques à Masaccio, de peintre de l'essentiel. Le mur est également mal relié, tant à droite qu'à gauche, aux bâtiments latéraux. À gauche notamment, il est juxtaposé à un bâtiment en arrière-plan qui est visiblement trop éloigné. La technique, libre et fluide, renvoie davantage au style de Filippino, à l'époque duquel ce motif était désormais répandu. Le faux fond, qui semble soudain s'élever au-dessus des têtes, pourrait parfaitement avoir pour tâche de camoufler et d'uniformiser les modifications apportées à la structure préexistante.
Pour le fond, Joannides a cru plutôt identifier la main de Fra Filippo Lippi, élève de Masaccio et père de Filippino.

## Technique

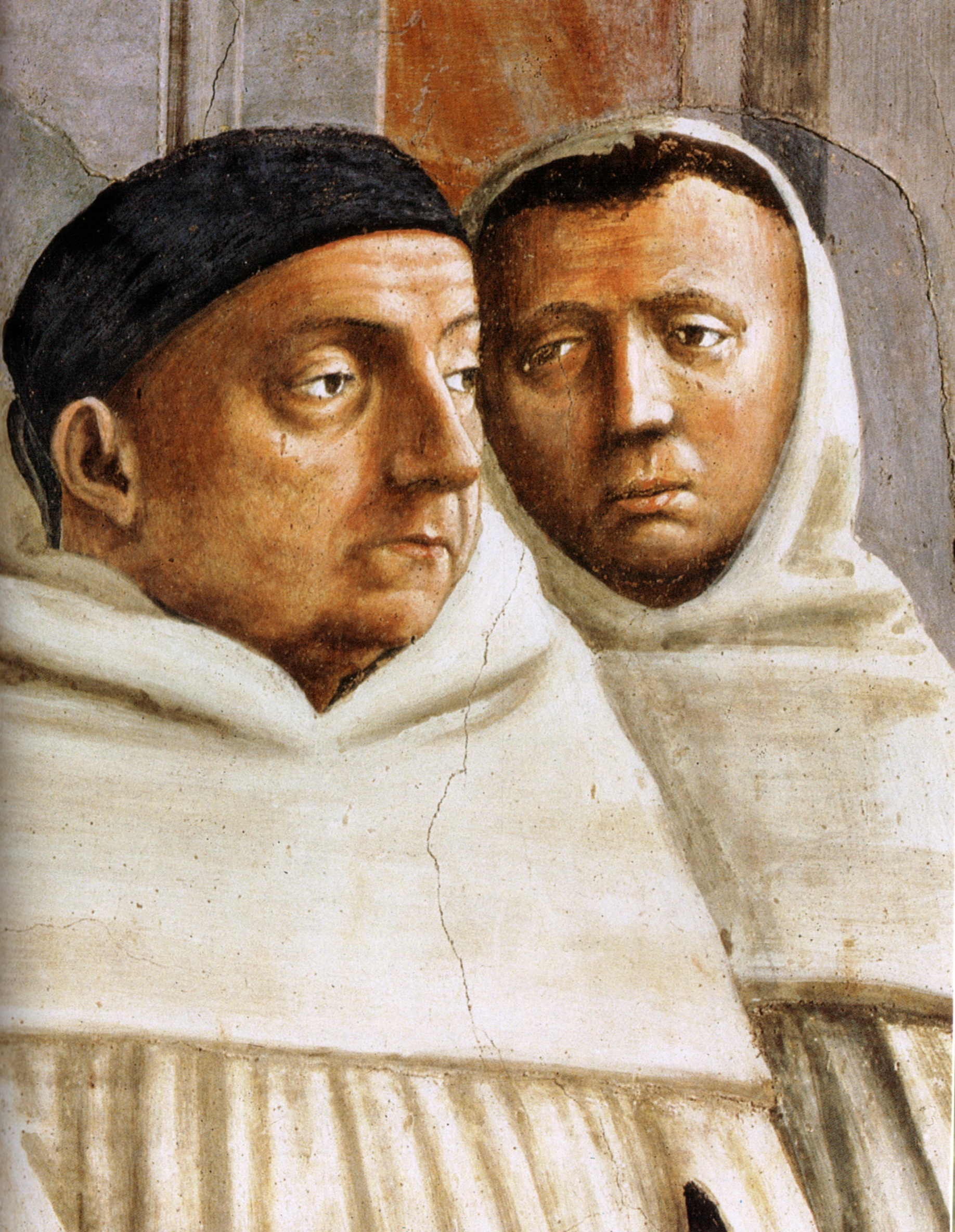
Détail.

Les fresques du registre inférieur sont moins raffinées que celles du registre supérieur et trahissent une certaine hâte de Masaccio. Si avant une tête de protagoniste exigeait un « jour », il y a maintenant trois têtes de réalisées, ce qui dans le Paiement du tribut n'apparaît que pour les figures mineures. Divers passages, dans les parties attribuées à Masaccio, dénoncent l'utilisation d'aides pour procéder le plus vite possible.
La technique de Masaccio est tout à fait reconnaissable, en particulier dans les portraits, en raison de l'utilisation de reflets avec du blanc ou d'autres couleurs claires, qui ne sont pas présents dans la nuance sophistiquée de Filippino Lippi.

## Source de traduction
- (it) Cet article est partiellement ou en totalité issu de l’article de Wikipédia en italien intitulé « Resurrezione del figlio di Teofilo e san Pietro in cattedra » (voir la liste des auteurs).